# Rolf Müller (Designer)

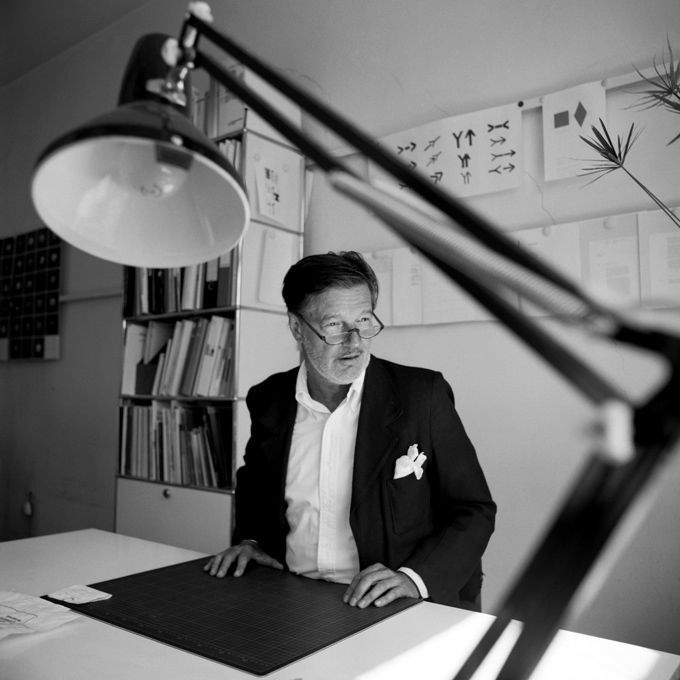
Rolf Müller (2001)

Rolf Müller (* 15. Dezember 1940 in Dortmund; † 18. Februar 2015 in München) war ein deutscher Gestalter. Er war Mitglied in der Alliance Graphique International AGI. Er gehörte seit vielen Jahren zu den führenden, international hochgeachteten Designerpersönlichkeiten in München. Besonders durch seine visuelle Gestaltung der Olympischen Spiele 1972 ist er hier auch weit über Fachgrenzen hinaus bekannt geworden. Zentrale Themen seines gestalterischen Werkes waren Corporate Design, Entwicklung von Informations- und Orientierungssystemen, Plakate, Publikationen und Ausstellungen.

## Leben

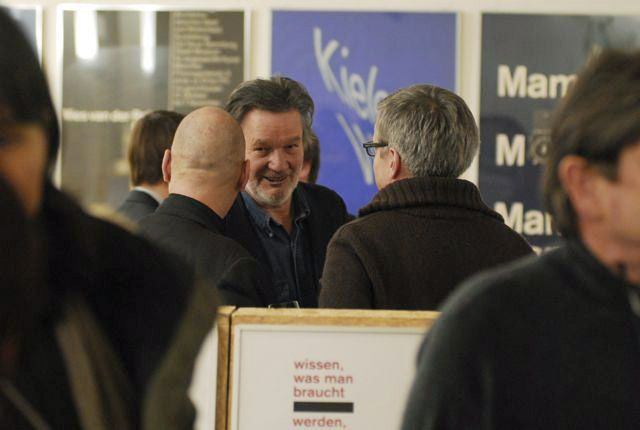
Rolf Müller auf der Retrospektive seiner Arbeiten, organisiert von der Typografischen Gesellschaft München, anlässlich der Verleihung des Designpreises der Stadt München (Februar 2009)

Müller studierte an der HfG Hochschule für Gestaltung in Ulm und arbeitete im Anschluss bei dem Schweizer Grafikdesigner Josef Müller-Brockmann. Von 1967 bis 1972 entwickelte er u. a. mit Otl Aicher das visuelle Erscheinungsbild der Olympischen Sommerspiele 1972 von München und war stellvertretender Gestaltungsbeauftragter des Organisationskomitees. Danach gründete er in München das Büro Rolf Müller für visuelle Kommunikation, welches in den folgenden 40 Jahren zu den führenden deutschen Designbüros gehörte.
Rolf Müller konzipierte und realisierte visuelle Erscheinungsbilder, entwickelte Informations- und Orientierungssysteme, gestaltete Publikationen und Plakate. Für die Heidelberger Druckmaschinen AG entwickelte er die Zeitschrift HQ (High Quality) die seinerzeit Maßstäbe in der Drucktechnik sowie der Gestaltung setzte. Er lebte seit 1967 in München und hat eine Tochter, die Gestalterin Anna Lena von Helldorff. Seit Ende der 1990er Jahre nahm er einen Lehraufträge, u. a. an der Schule für Gestaltung Ravensburg wahr. 2008 erhielt er den Designpreis der Landeshauptstadt München, 2009 fand eine Retrospektive zu seinem Werk statt. 2014 erschien die von ihm mit bearbeitete Monographie Rolf Müller: Geschichten, Systeme, Zeichen.

## Arbeiten

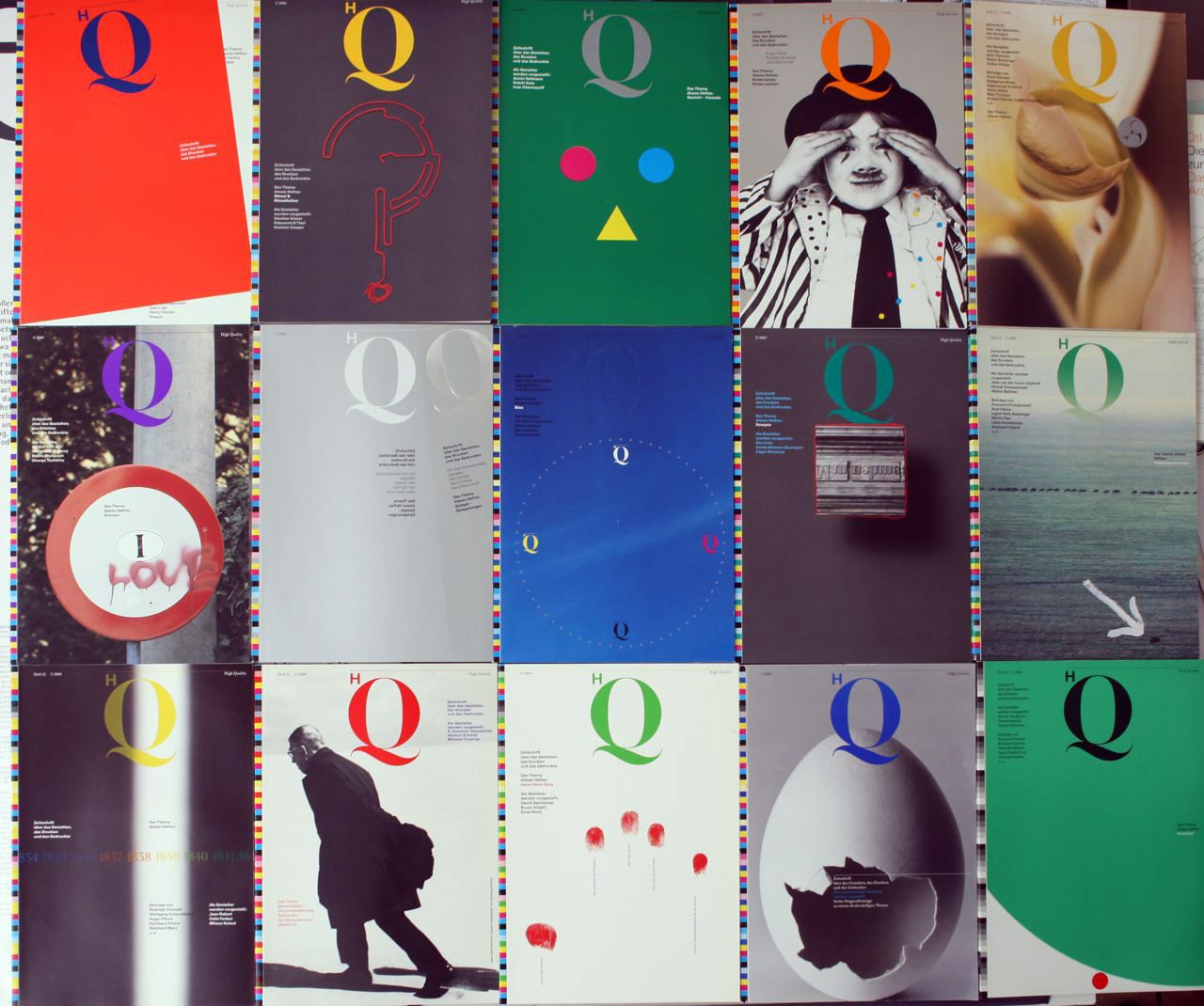
Diverse Titel der Zeitschrift High-Quality

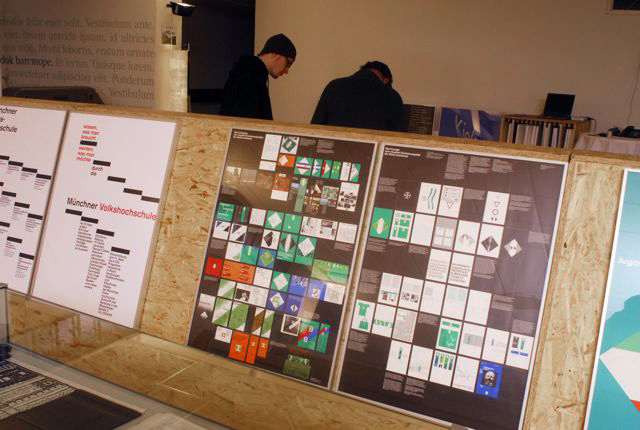
Erscheinungsbild der Stadt Leverkusen

- Erscheinungsbild der Stadt Leverkusen, 1971–1992
- Broschüre über Willy Brandt, 1971, Endauflage 1,2 Mio., das erfolgreichste Wahlkampfporträt seiner Zeit
- Offizielles Plakat der Kieler Woche, 1972
- Informationssystem des Stadthauses in Bonn, 1973–1977
- Design-Objekt Spiegelfaltung am Stadthaus in Bonn, 1974–1977 (Aufstellung 1979)
- Informationssystem der Offizierschule der Luftwaffe OSLw in Fürstenfeldbruck, 1976–1979
- Gabor Shoes Schuhmode, Rosenheim, 1977–1987
- Ausstattung 11. Olympischer Kongress Baden-Baden, 1981
- Erscheinungsbild Bavaria Film GmbH, München, 1980–1989
- Erscheinungsbild Kulturzentrum Gasteig, 1982–1984
- Erscheinungsbild der Drägerwerk Aktiengesellschaft, Lübeck, 1983–2000
- Herausgeber der Zeitschrift HQ High Quality, Zeitschrift über das Gestalten, das Drucken und das Gedruckte für die Heidelberger Druckmaschinen AG, 1985–1998
- Erscheinungsbild MBB, München, 1988–1994
- Erscheinungsbild der IBA, Internationale Bauausstellung Emscher Park, Gelsenkirchen, 1990–1994
- Öffentlichkeitsarbeit Flughafen München GmbH, 1985–1993
- Innenansichten unseres Parlaments. Der 12., 13. und 14. Deutsche Bundestag. Offizielle Bücher der Bundesregierung, 1993–2000
- EXPO 2000 Sachsen-Anhalt, Dessau, 1996–1998
- Prinzregenten-Theater München, 1996
- Erscheinungsbild Stadt Kufstein, 1996–1998
- Publikationen, Plakatserie Bayerische Staatsgemäldesammlungen, München, 1996–1998
- Plakat Kunstgewerbeverein, München, 2001
- Broschüren Allianz AG, München, ab 1999
- Erscheinungsbild Links und rechts der Ems, im Rahmen der Regionale 2004, 2002–2004

## Preise
- Goldmedaille des Art Directors Club of New York 1989
- Deutscher Preis für Kommunikationsdesign 1993: Auszeichnung für höchste Designqualität,
- Die 100 besten Plakate des Jahres 1997 des Verbandes der Grafik-Designer e. V. für das Plakat Glückskinder
- Stiftung Buchkunst: Die schönsten Bücher 1995 und 1998.